# 메모리 모듈
메모리 모듈(memory module) 또는 RAM(랜덤 액세스 메모리) 스틱은 컴퓨팅에서 메모리 집적 회로가 장착된 인쇄 회로 기판이다. 메모리 모듈을 사용하면 전자 시스템, 특히 개인용 컴퓨터, 워크스테이션 및 서버와 같은 컴퓨터에 쉽게 설치하고 교체할 수 있다. 첫 번째 메모리 모듈은 특정 제조업체의 컴퓨터 모델에 특정한 독점 설계였다. 나중에 메모리 모듈은 JEDEC와 같은 조직에 의해 표준화되었으며 이를 사용하도록 설계된 모든 시스템에서 사용할 수 있었다.
종류는 다음과 같다:
- 트랜스플래시 메모리 모듈
- SIMM: 단일 인라인 메모리 모듈
- DIMM: 듀얼 인라인 메모리 모듈
  - 램버스 메모리 모듈은 DIMM에 속하나 보통 RIMM으로 호칭된다.
  - SO-DIMM(small outline DIMM): 노트북에 사용되는 DIMM의 소형 버전
- CAMM: SO-DIMM보다 더 얇다.

## 일반적인 DRAM 모듈
- DIP 16-pin (DRAM chip, usually pre-fast page mode DRAM (FPRAM))
- SIPP 30-pin (usually FPRAM)
- SIMM 30-pin (usually FPRAM)
- SIMM 72-pin (often extended data out DRAM (EDO DRAM) but FPRAM is not uncommon)
- DIMM 168-pin (most SDRAM but some were extended data out * DRAM (EDO DRAM))
- DIMM 184-pin (DDR SDRAM)
- RIMM 184-pin (RDRAM)
- DIMM 240-pin (DDR2 SDRAM and DDR3 SDRAM)
- DIMM 288-pin (DDR4 SDRAM and DDR5 SDRAM)

일반적인 SO-DIMM DRAM 모듈:
- 72-pin (32-bit)
- 144-pin (64-bit) used for SO-DIMM SDRAM
- 200-pin (72-bit) used for SO-DIMM DDR SDRAM and SO-DIMM DDR2 SDRAM
- 204-pin (64-bit) used for SO-DIMM DDR3 SDRAM
- 260-pin used for SO-DIMM DDR4 SDRAM
- 262-pin used for SO-DIMM DDR5 SDRAM